# Chrysobothris californica
Chrysobothris californica es una especie de escarabajo del género Chrysobothris, familia Buprestidae. Fue descrita científicamente por LeConte en 1860.
Se encuentra en América del Norte.